# Saison 3 de The Killing (série télévisée, 2011)
Chronologie
Saison 2 Saison 4
Cet article présente la troisième saison de la série télévisée américaine The Killing.

## Synopsis
L'intrigue se déroule après les évènements des saisons une et deux. Sarah Linden (Mireille Enos) ne travaille plus au sein de la police tandis que Stephen Holder (Joel Kinnaman) fait équipe avec un nouvel équipier. La disparition d'une jeune fille va mener Holder à découvrir une série de meurtres en rapport avec une précédente affaire dirigée par Linden.

## Distribution de la saison

### Acteurs principaux
- Mireille Enos (VF : Anne Dolan) : Sarah Linden
- Joel Kinnaman (VF : Ludovic Baugin) : Stephen Holder
- Elias Koteas (VF : Christian Visine) : James Skinner[1]
- Bex Taylor-Klaus (VF : Karine Foviau) : Bullet (Rachel Olmstead)[2]
- Julia Sarah Stone (VF : Lucille Boudonnat) : Lyric
- Max Fowler (VF : Yoann Sover) : Twitch[2]
- Peter Sarsgaard (VF : Damien Ferrette) : Ray Seward[3]
- Amy Seimetz (VF : Christèle Billault) : Danette Leeds[3]
- Hugh Dillon (VF : Philippe Vincent) : Francis Becker[4]

### Acteurs récurrents et invités
- Aaron Douglas (VF : Olivier Cordina) : Evan Henderson[4]
- Gregg Henry (VF : Patrick Laplace) : Carl Reddick[5]
- Ben Cotton (VF : Laurent Morteau) : Pastor Mike (épisodes 1 à 8)
- Cate Sproule (VF : Isabelle Volpe) : Kallie Leeds (épisodes 1 à 4)
- Andrew Jenkins (VF : Mathias Kozlowski) : Cody[6] (épisodes 1, 2 et 7)
- Benjamin Charles Watson (VF : Geoffrey Loval) : Rayna[7] (épisodes 1, 3 et 7)
- Liam James (VF : Thomas Sagols) : Jack Linden (épisodes 1 et 2)
- Annie Corley (VF : Odile Schmitt) : Regi Darnell (épisode 1)
- Nicholas Lea (VF : Guy Chapellier) : Dale Daniel Shannon (épisodes 2 à 10)
- Jewel Staite (VF : Laura Blanc) : Caroline Swift (épisodes 2 à 11)
- Grace Zabriskie (VF : Denise Metmer) : Mama Dips (épisodes 2, 4 et 5)
- Katherine Evans : Bethany Skinner (épisodes 2, 5 et 12)
- James « Little JJ » Lewis : Alton (épisodes 2 à 6)
- Ryan Robbins (VF : Fabien Jacquelin) : Joe Mills (épisodes 3 à 9)
- Laine MacNeil (VF : Claire Baradat) : Angie Gower (épisodes 5, 6 et 8)

## Casting
Le 19 février 2013, Johnny Ray Gill (en) a décroché le rôle d'Alton Singleterry. Le rôle a été réattribué à James « Little JJ » Lewis.

## Liste des épisodes

### Épisode 1:Le Couloir de la mort
- États-Unis : 2 juin 2013[9]
- France : 26 novembre 2014 sur Paris Première[10]

- États-Unis : 1,76 million de téléspectateurs[11] (première diffusion)

- Benjamin Charles Watson (Rayna)
- Cate Sproule (Kallie Leeds)
- Andrew Jenkins (Cody)
- John R. Taylor (Chaplain Markum)
- Keira Jang (Ashley Kwon)
- John Shaw (Giles Griswold)
- Michael Kopsa (Warden)
- Philip Granger (Tim Jablonski)
- Fred Keating (Coroner)
- Hiro Kanagawa (Mr. Kwon)
- Hilary Strang (Ellen)
- Deni DeLory (Mrs. Kwon)
- Revard Dufresne (Head Transpo Guard)
- Jordan Becker (Melloy)

### Épisode 2:Ce qui te fait peur
- États-Unis : 2 juin 2013
- France : 26 novembre 2014 sur Paris Première

- États-Unis : 1,76 million de téléspectateurs[11] (première diffusion)

- Grace Zabriskie (Mama Dips)
- Cate Sproule (Kallie Leeds)
- Andrew Jenkins (Cody)
- Brendan Fletcher (Goldie)
- Matreya Scarrwener (Jesse)
- Shaun Smyth (Warren)
- Rocky Anderson (Desk Sergeant)
- Brendan Mackereth (College Guy)
- Ayzee (Teenage Prostitute)

### Épisode 3:Dix-sept
- États-Unis : 9 juin 2013
- France : 26 novembre 2014 sur Paris Première

- États-Unis : 1,47 million de téléspectateurs[12] (première diffusion)

- Benjamin Charles Watson (Rayna)
- Cate Sproule (Kallie Leeds)
- Brendan Fletcher (Goldie)
- Fred Keating (Coroner)
- Tyronne L'Hirondelle (John #1)
- Morgan Taylor Campbell (Lacey)
- Paula Burrows (Teacher)
- Jen Foster (Lady Customer)
- Jaime Schneider (Teen Girl)
- David Cameron (Teen Boy)
- Julie Fairweather (Reporter)
- Benjamin Wise (Junkie)

### Épisode 4:Le Joueur de flûte
- États-Unis : 16 juin 2013
- France : 26 novembre 2014 sur Paris Première

- États-Unis : 1,36 million de téléspectateurs[13] (première diffusion)

- Grace Zabriskie (Mama Dips)
- Cate Sproule (Kallie Leeds)
- Brendan Fletcher (Goldie)
- Shaun Smyth (Warren)
- Sonya Salomaa (Annie Becker)
- Collin MacKechnie (Frank Becker Jr.)
- Megan Danso (Tiffany Rogers)
- Kensea Cave (Child)
- Aaron Pearl (Detective Charles Taggert)
- Edward Foy (Detective Ren Bell)
- Zack Lavoie (Tank)
- Jake Croker (The Kid)
- Daryl Shuttleworth (en) (Chief of Police)
- Jesse Wheeler (Lead Cop)
- Sophie Lui (Reporter #1)
- Christopher Pearce (Uni)
- Nicole Rockmann (Tammy Willis)
- Murry Peeters (Janice Gibbs)

### Épisode 5:L'Instinct d'une mère
- États-Unis : 23 juin 2013
- France : 26 novembre 2014 sur Paris Première

- États-Unis : 1,67 million de téléspectateurs[14] (première diffusion)

- Grace Zabriskie (Mama Dips)
- Laine MacNeil (Teenage Girl)
- Harrison MacDonald (Teenage Boy)
- Leanne Merrett (Dale's Intended)
- Billy Wickman (Dude #1)
- Jake Croker (Dude #2)
- Nelson Leis (Stony Mystic)
- Gavin Cooke (Tubby Guard)
- Jeff Gladstone (Man)
- Hannah Jeffery (Tina)

### Épisode 6:Des étoiles dans le placard
- États-Unis : 30 juin 2013
- France : 26 novembre 2014 sur Paris Première

- États-Unis : 1,37 million de téléspectateurs[15] (première diffusion)

- Duncan Fraser (Raymond Seward Sr.)
- Paul McGillion (Andrew Clarke)
- Laine MacNeil (Angie Gower)
- Steven E. Rudy (Attorney)
- Todd Mann (Brody Willet)
- Eric Keenleyside (Sergeant Emmes)
- Farrah Aviva (Receptionist)
- Dawn Chubai (Reporter)
- Anna Mae Wills (Skanky Girl)

### Épisode 7:Un homme de Dieu
- États-Unis : 7 juillet 2013
- France : 3 décembre 2014 sur Paris Première

- États-Unis : 1,62 million de téléspectateurs[16] (première diffusion)

- Benjamin Charles Watson (Rayna)
- Andrew Jenkins (Cody)
- Collin MacKechnie (Frank Becker Jr.)
- Chilton Crane (Aubrey)
- Bryce Hodgson (Poochie)
- Dave Thompson (Sergeant)
- Adrian Petriw (Uniformed Cop)

### Épisode 8:Vie brisée
- États-Unis : 14 juillet 2013
- France : 3 décembre 2014 sur Paris Première

- États-Unis : 1,52 million de téléspectateurs[17] (première diffusion)

- Laine MacNeil (Angie Gower)
- John Shaw (Giles Griswold)
- Sonya Salomaa (Annie Becker)
- Collin MacKechnie (Frank Becker Jr.)
- Bryce Hodgson (Poochie)
- Gerard Plunkett (I.A. Det #1)
- Andrew Moxham (Uni #1)
- Ryan Plunkett (I.A. Det, #1)
- Carter Kinsella (Uni #2)
- Aaron Hutchinson (Uni #3)
- Duncan Minett (Uni #4)
- Sean MacLean (Young Uni)

### Épisode 9:Bullet
- États-Unis : 21 juillet 2013
- France : 3 décembre 2014 sur Paris Première

- États-Unis : 1,35 million de téléspectateurs[18] (première diffusion)

### Épisode 10:Six minutes
- États-Unis : 28 juillet 2013
- France : 3 décembre 2014 sur Paris Première

- États-Unis : 1,47 million de téléspectateurs[19] (première diffusion)

- Michael Kopsa (Warden)
- Steve Makaj (Man)
- Ian Neeson (Politician Witness)
- Tom Tasse (Lawyer Witness)

### Épisode 11:De là-haut
- États-Unis : 4 août 2013
- France : 3 décembre 2014 sur Paris Première

- États-Unis : 1,48 million de téléspectateurs[20] (première diffusion)

### Épisode 12:La Route d'Hamelin
- États-Unis : 4 août 2013
- France : 3 décembre 2014 sur Paris Première

- États-Unis : 1,48 million de téléspectateurs[20] (première diffusion)

- Michael Rogers (en) (Guggenheim)
- Jonathan Walker (Alvarez)
- Jennifer Copping (Cammy Ezer)
- Jack Irvine (Henry Ezer)